# Oxaciclononano
Oxaciclononano ou oxonano é o composto orgânico heterocíclico de fórmula C8H16O e massa molecular 128,212006. Apresenta densidade de 0,851 g/cm3, ponto de ebulição 156.551 °C a 760 mmHg e ponto de fulgor 39,571 °C. É classificado com o número CAS 50862-53-8.